# Pierre Antoine Poiteau
Pierre Antoine Poiteau (23. března 1766 v Ambleny u Soissons; 27. února 1854 Paříž) byl francouzský botanik, pomolog, zahradník a ilustrátor. Jeho oficiální botanická zkratka je „Poit“.

## Život a díloroce 1854
V roce 1790 získal práci v Muséum national d'histoire naturelle v Paříži. V letech 1796 až 1802 byl ředitelem botanické zahrady na Haiti. V roce 1808 vydal v Paříži s Pierrem Jeanem Françoisem Turpinem (1775-1840), s nímž se setkal na Haiti, Flora Parisiensis secundum systema sexuale deposita et plantarum circa Lutetiam sponte nascentium descriptiones, icones....V roce 1815 se stal vedoucím královské školky ve Versailles. Od roku 1818 dohlížel na královské plantáže v Guyaně. Ze svých cest si přivezl mnoho rostlin. Později se stal hlavním zahradníkem ve Fontainebleau a v botanické zahradě pařížské lékařské fakulty. Psal do mnoha časopisů a v letech 1825 až 1844 byl šéfredaktorem časopisu Almanach du bon jardinier.

### Vydaná díla
- Traité des arbres fruitiers, de Duhamel du Monceau, nouvelle édition augmentée, publiée avec Turpin, Paris, 1818-28, puis 1844 ;
- Flore parisienne, avec Turpin, 1813 ;
- Jardin botanique de l'école de médecine de Paris, ou description des plantes qui y sont cultivées, Paris, 1816: Gallica [archive] ;
- Histoire naturelle des orangers, avec 109 planches, avec Risso. Paris, 1818-1820: Gallica [archive] ;
- Histoire des palmiers de la Guyane française, Paris, 1822 ;
- Notice sur M. Bosc, Paris, 1828 ;
- Le Voyageur botaniste, Paris, 1829 ;
- Sur l'origine, la direction des fibres ligneuses dans les végétaux, Paris, 1834 ;
- Sur la culture de la patate, rapport d'une commission, Paris, 1835 ;
- Sur la théorie Van Mons, ou notice historique sur les moyens qu'emploie M. Van Mons pour obtenir d'excellents fruits de semis, Paris, 1835 ;
- Pomologie française, ou recueil des plus beaux fruits cultivés en France, Paris, 1838 et suiv. ;
- Cours d'horticulture, Paris, 1847 & 1848: Gallica [archive] ;
- Notice nécrologique sur M. Jamin, 1848.